# James Wofford
James Cunningham Wofford, född 3 november 1944 i Junction City i Kansas, död 2 februari 2023 i Upperville i Fauquier County, Virginia, var en amerikansk ryttare.
Han tog OS-silver i lagtävlingen i fälttävlan i samband med de olympiska ridsporttävlingarna 1972 i München.